# Victoria-Daly
Victoria-Daly är en kommun i Australien. Den ligger i territoriet Northern Territory, omkring 390 kilometer söder om territoriets huvudstad Darwin. Antalet invånare var 2 810 vid folkräkningen 2016.